# Bia Angkor
Bia Angkor (Tiếng Khmer: ស្រាបៀរ អង្គរ, Srabiĕr Ângkôr) là một loại bia của Campuchia, được đặt theo tên các ngôi đền Angkor, nổi tiếng của người Khmer ở gần Siem Reap, Đây là loại bia được tiêu thụ nhiều nhất ở Campuchia, Cùng với bia Klang, bia Bayon, bia đen Angkor Extra Stout và bia đen thượng hạng Black Panther Premium Stout,  loại bia này được sản xuất tại Nhà máy bia Cambrew ở Sihanoukville, Khẩu hiệu chính thức của loại bia này là.  Đất nước tôi, " Bia của tôi "